# Peter Kurth
Peter Kurth (Güstrow, 4 aprile 1957) è un attore tedesco, celebre per aver interpretato Bruno Wolter in Babylon Berlin.

## Biografia
Ha partecipato anche a numerose produzioni cinematografiche tedesche come nei film Good Bye, Lenin! (2003), Gold (2013) e A Heavy Heart (2015).

## Filmografia parziale
- Tatort – serie TV (2002-in corso)
- Babylon Berlin – serie TV, 16 episodi (2017)
- Un valzer tra gli scaffali (In den Gängen), regia di Thomas Stuber (2018)
- The Allegation - serie TV, 7 episodi (2021)